# Francesca Donato

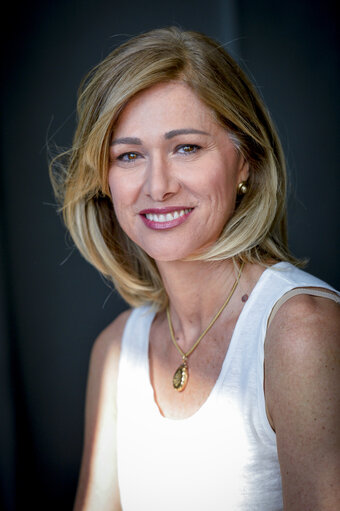
Francesca Donato, 2019

Francesca Donato (* 25. August 1969 in Ancona) ist eine italienische Politikerin. Sie wurde im Mai 2019 in das Europäische Parlament gewählt. Dort ist sie Mitglied im Ausschuss für regionale Entwicklung. Zudem sitzt sie in der Delegation der Parlamentarischen Versammlung der Union für den Mittelmeerraum.

## Biografie
Donato stammt aus Ancona aus einer venezianischen Familie. Sie arbeitete von 1989 bis 1990 für Philip Morris International als Dolmetscherin für ausländische Kunden. 1996 schloss sie ihr Jurastudium an der Universität Modena ab und praktizierte später in der Strafabteilung, zunächst in Padua (1996–1999) und anschließend in Palermo.
Nach ihrem Jurastudium begann Donato in Padua zudem ihre forensische Tätigkeit in der Kriminalbranche und spezialisierte sich in Palermo auf Zivil- und Handelsrecht, wo sie von 2003 bis 2012 praktizierte. 2010 begann sie Makroökonomie zu studieren und mit bekannten und einflussreichen Ökonomen aus Italien zusammenzuarbeiten.
2013 gründete Donato in der sizilianischen Hauptstadt den gemeinnützigen Verein Progetto Eurexit, um den Austritt Italiens aus der einheitlichen europäischen Währung zu unterstützen. Seit 2016 ist sie alleinige Administratorin der Firma „Casa surroundings for life“, einer auf den Einzelhandel mit Sanitärartikeln und Einrichtungsgegenständen spezialisierten Geschäftstätigkeit.
2014 kandidierte Donato bei den Europawahlen als unabhängige Vertreterin der Lega Nord. Sie erhielt allerdings nur 1431 Stimmen, womit eine Wahl in das Europäische Parlament scheiterte. Ab September 2018 war Donato dann Sekretärin des Circolo Lega von Matteo Salvini „Palermo - Foro Italico“. Im Jahr 2019 bewarb sie sich schließlich erneut um die Europawahlen auf den Listen der von Salvini angeführten Bewegung in demselben Wahlkreis. Donato erhielt diesmal 28.067 Stimmen und wurde somit als Europaabgeordnete gewählt. Im Oktober 2021 trat sie aus Lega aus. Im Januar 2023 trat sie der Partei Democrazia Cristiana Sicilia bei.
Am 25. Mai 2024 wurde Francesca Donatos Ehemann tot in seinem Auto in Palermo gefunden.